# استانبول سرخ
استانبول سرخ (به ترکی استانبولی: İstanbul Kırmızısı) فیلمی به کارگردانی فرزان ازپتک است که بر اساس رمانی با همین نام نوشته فرزان ازپتک که در سال ۲۰۱۳ منتشر شد ساخته شده‌است. اولین نمایش بین‌الملی فیلم در جشنواره فیلم رم برگزار شد. 

## داستان فیلم
دنیز سویسال نویسنده مشهور در حال نوشتن کتابی در مورد خانواده و دوستانش است او از اورهان شاهین درخواست می‌کند نظرش را دربارهٔ کتاب بگوید. روزی که اورهان از لندن به استانبول می‌آید دنیز ناپدید می‌شود اورهان به همراه نوال دوست دنیز و یوسف سعی می‌کنند دنیز را پیدا کنند اما…

## بازیگران
- خالد ارگنچ: اورهان شاهین
- طوبا بویوک‌اوستون: نوال
- محمد گونسور: یوسف
- نجات ایشلر: دنیز سویسال
- سرا ییلماز: سبیل
- زرین تکیندر: آیلین
- آیتن گوکچار: بتول
- ایپک بیلگین: گزین
- چیدم سلیشیک اونات: ثریا
- رها اوزجان: علی